# Bajo el cielo antioqueño
Bajo el cielo antioqueño è un film del 1925, diretto da Arturo Acevedo Vallarino. 

## Trama
Uscita da una scuola femminile gestita da religiose, la giovane Lina, orfana di madre ma di famiglia facoltosa, partecipa ad un ballo. Qui, nonostante non manchi di corteggiatori - nella persona di Carlos, che per la verità puntava più alle sue ricchezze che a lei - Lina si innamora, ricambiata, di Álvaro Mejía, anch'egli di buona famiglia, di buon cuore ma eccessivamente prodigo. Bernardo, il padre di Lina, si oppone decisamente alla loro unione, spiegando senza mezzi termini ad Álvaro di non essere disposto a concedere la mano della figlia a chi, piuttosto che impegnarsi in un lavoro, preferisca vivere delle proprie ricchezze.
Dopo inutili tentativi di far cambiare opinione al padre, Lina e Álvaro decidono di fuggire insieme, il che, nella mentalità dei tempi, era se non illegale perlomeno disdicevole. Ma la sera stessa del loro allontanamento Lina ha due incontri che ella interpreta come una sorta di presagi: quello con il fantasma della madre, la cui tomba la ragazza aveva voluto visitare prima di andarsene, e l'incontro con una mendicante. La povera donna mostra alla giovane coppia la ferita al braccio che il compagno, che credeva essere l'amore della sua vita, le aveva inflitto con una coltellata: mentre Álvaro si appresta a bendare il braccio della mendicante con il proprio fazzoletto, Lina, impietosita, le regala i propri gioielli. La coppia si allontana,  ma dopo poco tempo però Lina ha un ripensamento, e, per quanto ancora dubbiosa, torna dal padre, lasciando affranto Álvaro.
Due malviventi avevano spiato la scena, assalgono la mendicante e le rubano i gioielli, ferendola a morte. Quando la polizia trova il cadavere rinviene anche il fazzoletto con le iniziali di Álvaro, che viene ad essere sospettato dell'omicidio. L'uomo, per non compromettere Lina, invece di fornire l'alibi comprovante la sua innocenza, continua a ripetere di non ricordare dove e con chi si trovasse la notte dell'assassinio. Álvaro viene quindi arrestato.
Bernardo, per non turbare ulteriormente la figlia già scossa dalla separazione, non le rivela dell'arresto di Álvaro e la conduce prima nei propri possedimenti in campagna ad Antoquia, dove entrambi godono dell'idillica ambientazione pastorale, e poi in un viaggio su un battello fluviale. Qui però Lina si imbatte in un quotidiano e viene a sapere della sorte di Álvaro: si precipita dunque al processo a testimoniare in suo favore. Anche i due malviventi, in seguito ad altre indagini, vengono arrestati e confessano la rapina e l'omicidio della mendicante. Álvaro viene quindi rilasciato, e fra lui e Lina, essendo Bernardo sempre contrario ad una loro relazione, ha luogo una seconda separazione, con rammarico dell'uomo, che non ha smesso di amare la ragazza, ed ognuno va per la propria strada.
Álvaro scopre di aver dato fondo al proprio patrimonio, ottiene un prestito ed inizia una vita operosa e fortunata come proprietario di una miniera di metallo prezioso; Lina torna in campagna. Qui fa la conoscenza dell'inglese Adams, e i due si sposano, questa volta godendo del consenso di Bernardo. La nuova coppia si allontana su una barca, che li conduce però ad una riva dove Álvaro sta aspettando: egli stringe la mano a Adams – col quale era evidentemente d'accordo, complice anche Lina, per la messa in scena del matrimonio - ed abbraccia la donna. Lina ed Álvaro sono dunque alla fine riuniti con buona pace di Bernardo.    

## Produzione
Il film fu finanziato dal magnate Gonzalo Mejía, autore della sceneggiatura, che contattò il regista teatrale Arturo Acevedo, che aveva già realizzato La tragedia del silencio (1924), per dirigerlo. Gli autori erano primariamente interessati a far risaltare una immagine positiva della regione (il Dipartimento di Antioquia), ed omisero quindi di addentrarsi in problematiche sociali o politiche; di qui lo sfoggio di paesaggismo e l'intento di mettere in mostra la cultura folclorica e sociale del paese, nonostante Acevedo fosse noto, in teatro, per il suo interesse per i motivi nazionalistici.

## Restauro
La pellicola, rimasta confinata lunghi anni in un archivio, venne sottoposta a restauro totale nel 1997, insieme ad altri film rappresentativi dell'epoca, come Aura o las violetas (1924), Alma provinciana e Garras de oro (entrambi del 1926) a cura della Fondazione Patrimonio Fílmico Colombiano. 

## Accoglienza
Sebbene il film non fosse stato realizzato com finalità commerciali, ma piuttosto come forma di svago per la classe sociale privilegiata, non mancò tuttavia di sollecitare l'interesse del pubblico, anche delle classi popolari, fino a convertirsi in un autentico fenomeno di intrattenimento.